# 库萨 (阿列日省)
库萨（法語：Coussa，法語發音：[kusa]）是法国阿列日省的一个市镇，位于该省中北部偏东，属于帕米耶区。

## 地理
库萨（43°3'48"N, 1°40'45"E）面积7.71 平方千米，位于法国奧克西塔尼大區阿列日省，该省份为法国西南部内陆省份，西部和北部与上加龙省接壤，东临奥德省，东南至东比利牛斯省接壤，南与安道尔和西班牙接壤。
与库萨接壤的市镇（或旧市镇、城区）包括：阿尔维尼亚、莱皮若勒、圣费利克斯-德里约托尔、塞居拉、瓦里耶、韦尔尼奥勒。

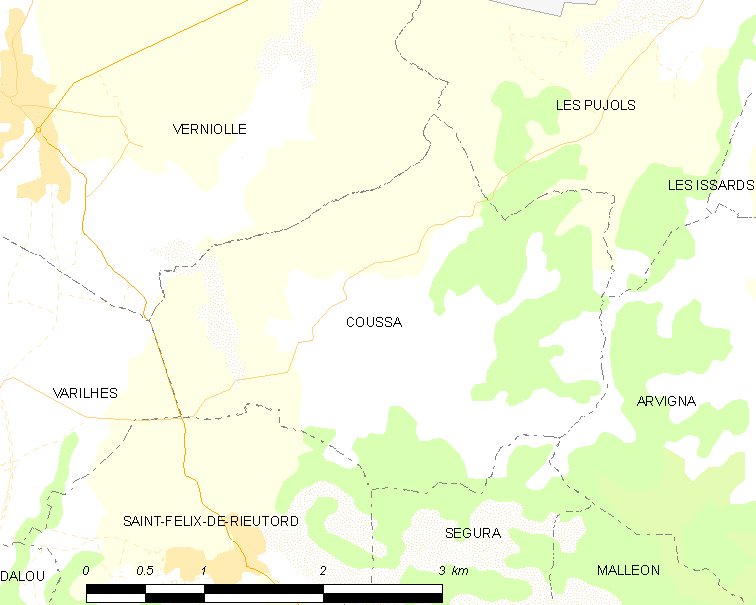
的OSM定位图

库萨的时区为UTC+01:00、UTC+02:00（夏令时）。

## 行政
库萨的邮政编码为09120，INSEE市镇编码为09101。

## 政治
库萨所属的省级选区为阿列日河谷县。

## 人口

1962-2008年间人口变化图示

库萨于2022年1月1日时的人口数量为278人。